# Lamminsaari (ö i Södra Savolax, S:t Michel, lat 61,33, long 27,41)
Lamminsaari är en ö i Finland. Den ligger i den lilla sjön Kotalampi och i kommunen Sankt Michel i den ekonomiska regionen  S:t Michel och landskapet Södra Savolax, i den södra delen av landet, 180 km nordost om huvudstaden Helsingfors. Öns area är 0,4 hektar och dess största längd är 100 meter i nord-sydlig riktning.